# Neodiplocampta mira
Neodiplocampta mira är en tvåvingeart som beskrevs av Daniel William Coquillett 1887. Neodiplocampta mira ingår i släktet Neodiplocampta och familjen svävflugor. Inga underarter finns listade i Catalogue of Life.